# Gelbfuß-Felskänguru

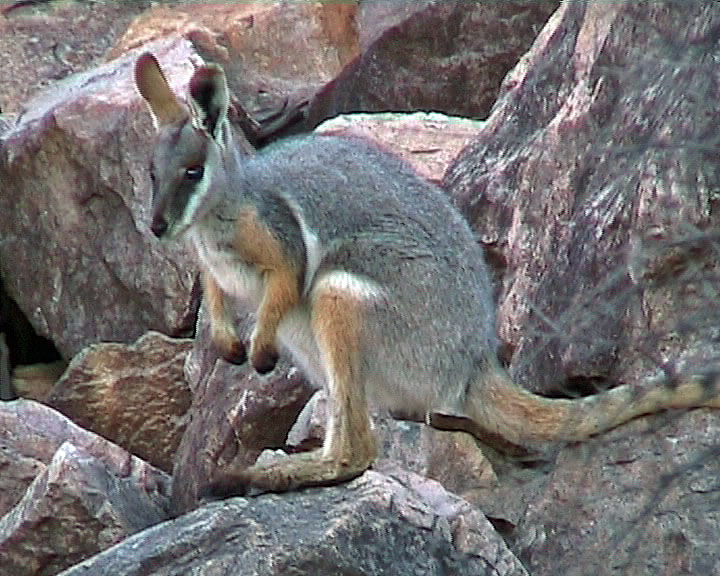
Gelbfuß-Felskänguru

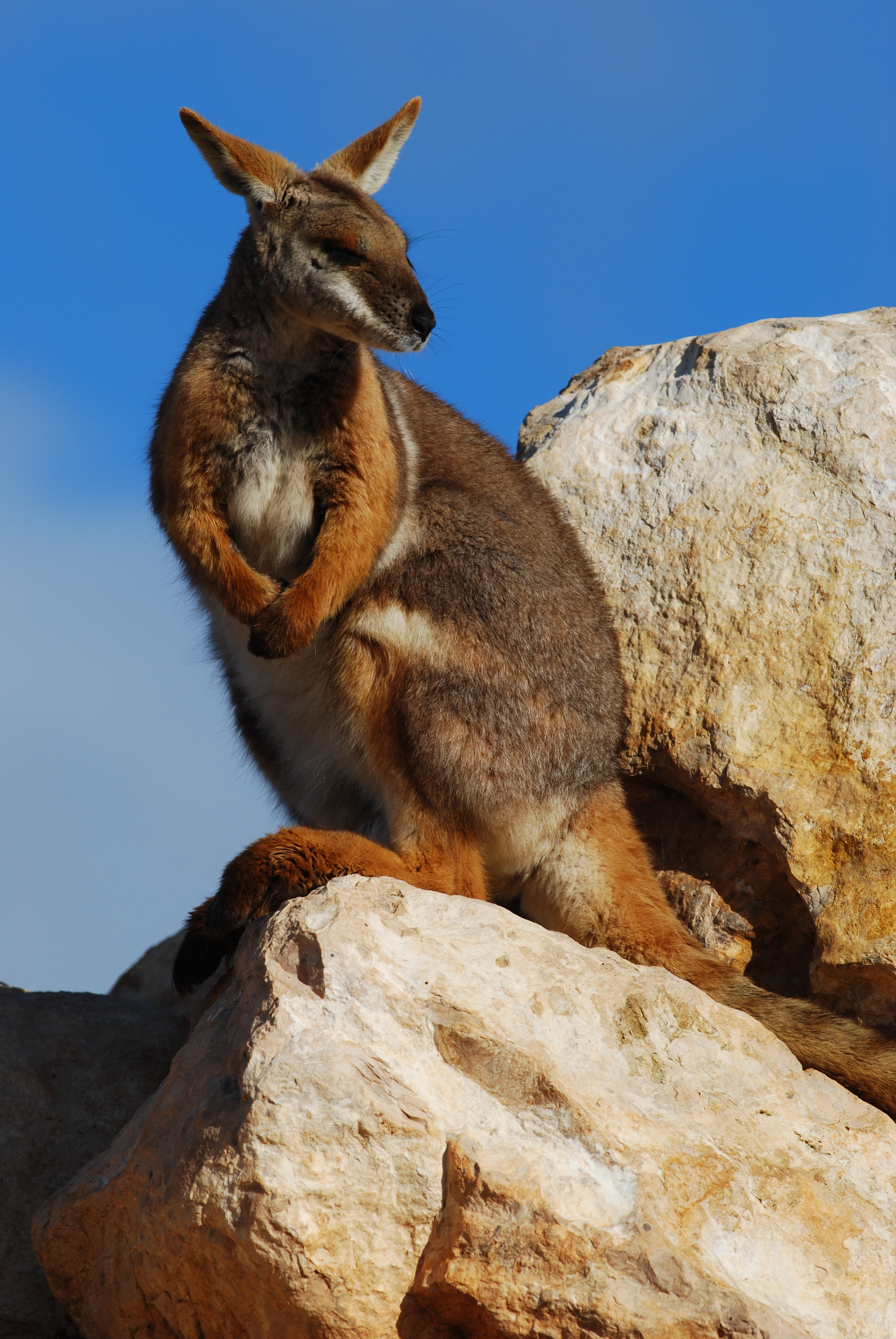
Gelbfuß-Felskänguru

Das Gelbfuß-Felskänguru (Petrogale xanthopus) ist eine Beuteltierart aus der Familie der Kängurus (Macropodidae). Es gilt als eines der farbenprächtigsten Kängurus und ist im südlichen und östlichen Australien beheimatet.

## Merkmale
Gelbfuß-Kängurus haben den typischen Körperbau der Kängurus mit den kurzen Vorderbeinen, den kräftigen Hinterbeinen und dem langen Schwanz. Sie erreichen eine Kopfrumpflänge von 48 bis 65 Zentimeter, der Schwanz wird 57 bis 70 Zentimeter lang. Das Gewicht variiert zwischen 6 und 11 Kilogramm, wobei Männchen schwerer werden als Weibchen. Ihr Fell ist am Rücken grau und am Bauch weiß gefärbt, die Rückseite der Ohren sowie die Vorder- und Hinterbeine sind rötlich-gelb. An den Wangen und an den Oberschenkeln haben sie weiße Streifen. Der Schwanz ist braun und gelb geringelt.

## Verbreitung und Lebensraum

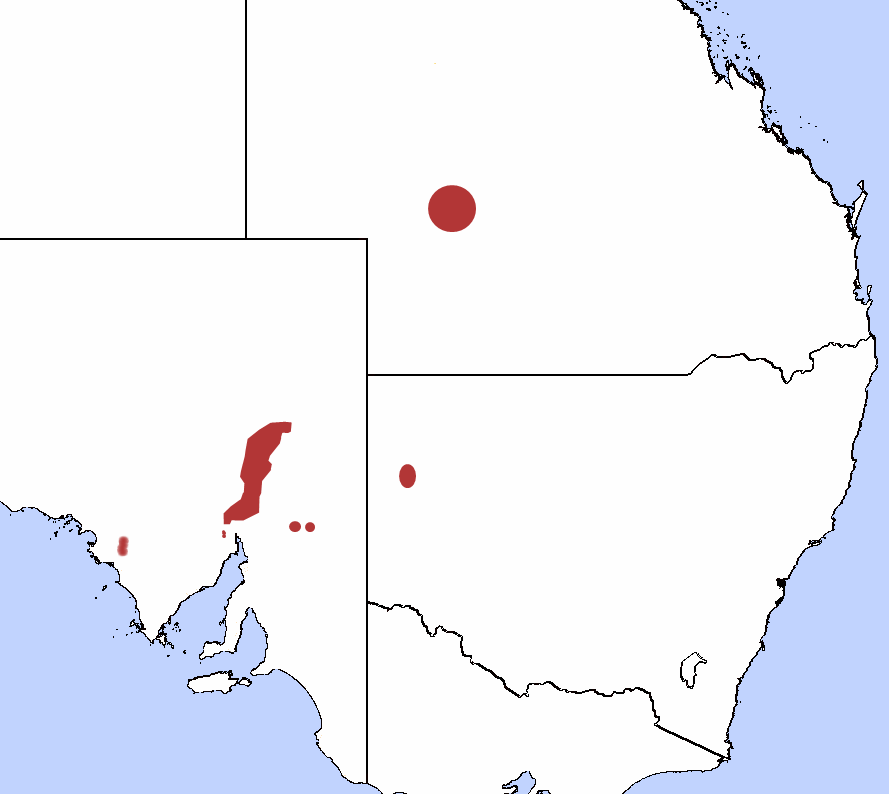
Verbreitungsgebiet des Gelbfuß-Felskängurus

Gelbfuß-Felskängurus haben ein stark zersplittertes Verbreitungsgebiet, sie finden sich im südwestlichen Queensland, im östlichen South Australia und im westlichen New South Wales. Ihr Lebensraum sind felsige Hügel- und Gebirgsregionen in eher trockener Umgebung. Ihre Habitate sind häufig mit Akazien bestanden.

## Lebensweise
Diese Kängurus sind nachtaktiv und verbringen den Tag in Felsspalten oder Höhlen verborgen. Sie können gut im felsigen Terrain klettern und springend Distanzen von 4 Metern zurücklegen. Sie leben in losen Gruppen, die meistens weniger als 20 Tiere umfassen.
Wie alle Kängurus sind sie Pflanzenfresser. In der Regenzeit nehmen sie vorwiegend Gräser zu sich, in der Trockenzeit spielen Blätter eine wichtigere Rolle bei ihrer Ernährung.

## Fortpflanzung
Die Paarung kann das ganze Jahr über erfolgen, davor kämpfen die Männchen untereinander um das Paarungsvorrecht. Nach einer rund 30- bis 32-tägigen Tragzeit kommt meist ein einzelnes Jungtier zur Welt. Dieses verbringt rund sechs bis sieben Monate im Beutel der Mutter. Mit rund 18 bis 20 Monaten wird es geschlechtsreif.
Wie bei vielen anderen Kängurus kommt es zu einer „verzögerten Geburt“: Unmittelbar nach der Geburt eines Jungtieres paart sich das Weibchen erneut. Dieser Embryo wächst jedoch kaum weiter, bis das große Jungtier den Beutel endgültig verlassen hat. Erst dann entwickelt er sich weiter und kommt zur Welt.

## Gefährdung
Vor allem zwischen 1880 und 1920 wurden Gelbfuß-Felskängurus wegen ihres Pelzes bejagt, heute stehen sie in Australien unter Schutz. Die größte Bedrohung geht heute von der Konkurrenz durch Hausschafe und Hausziegen aus, hinzu kommen Nachstellungen durch die eingeschleppten Rotfüchse. Die strikte Kontrolle von Füchsen und Hausziegen hat in einigen Gebieten, etwa der Flinders Range mittlerweile zu einem lokalen Anstieg der Bestände geführt.
Im Gegensatz zum Rotfuchs scheint der Dingo, der bereits seit Jahrtausenden in Australien vorkommt, eher einen positiven Einfluss auf die Bestände des Gelbfuß-Felskängurus zu haben. Er stellt den Tieren zwar ebenfalls nach, doch hält er gleichzeitig die Populationen von Füchsen und Katzen kurz. Auch ernährt er sich selbst zu großen Teilen auch von deutlich größeren Arten. Unklar ist, ob das Überleben von bedrohten kleineren Säugetieren, wie dem Gelbfuß-Felskänguru sogar vom Vorkommen des Dingos abhängt. Bisher wurde diese Vorstellung durch das Vorhandensein von Populationen des Gelbfuß-Felskängurus südlich des Dingo-Zauns in Frage gestellt. Der Dingo-Zaun stellt eine Linie dar, die den fruchtbaren Südosten Australiens Dingo-frei halten soll. Eine kürzlich durchgeführte Studie kam allerdings zu dem Ergebnis, dass Dingos im nähren Bereich von allen untersuchten Gelbfuß-Känguru-Populationen, auch südlich des Dingo-Zauns, leben.
Die IUCN geht insgesamt von weniger als 10.000 Gelbfuß-Felskängurus aus. Davon leben etwa 6000 Tiere in South Australia, nur wenige hundert leben in New South Wales im Gebiet des Mutawintji-Nationalparks. Die Bestandszahlen in Queensland sind nicht bekannt. Allerdings fluktuieren die Bestände der Art je nach Regenmenge stark. Die IUCN listet das Gelbfuß-Felskänguru als Art der „Vorwarnliste“ (near threatened).
In Deutschland gibt es das Gelbfuß-Felskängeru nur im Tierpark Berlin und im Zoo Dortmund.